# Havu (peuple)
Pour les articles homonymes, voir Havu.
Les Havu sont une population de langue bantoue d'Afrique centrale vivant au centre-est de la République démocratique du Congo, près du lac Kivu et de la frontière rwandaise, dans les territoires de Kaléhé et Idjwi. 
Ce peuple vit de l'agriculture, de la pêche et de l'élevage, mais l'agriculture est dominante.

## Ethnonymie
Selon les sources et le contexte, on rencontre les variantes suivantes : Bahavu, Haavu, Havus.

## Langues
Ils parlent le havu, une langue bantoue dont le nombre de locuteurs était estimé à 506 000 en 2002. Le shi est également utilisé.